# Vaste commissie voor Onderwijs, Cultuur en Wetenschap
De Vaste commissie voor Onderwijs, Cultuur en Wetenschap (OCW), is een Nederlandse Tweede Kamercommissie die zich bezighoudt met alle beleidsonderwerpen die onder de verantwoordelijkheid vallen van de minister van Onderwijs, Cultuur en Wetenschap en de staatssecretaris Funderend Onderwijs en Emancipatie. 
De commissie voert regelmatig overleg met de minister en de staatssecretaris. Daarnaast spreken de commissieleden met belangstellende organisaties en experts uit het werkveld, bijvoorbeeld bij hoorzittingen of rondetafelgesprekken. Ook werkbezoeken worden door de commissie afgelegd.

## Onderwerpen
Actuele kennisthema's waarmee de commissie zich in 2024 bezighoudt zijn:
- Basisvaardigheden: lees- en rekenvaardigheid
- Lerarentekort
- Financiering van het onderwijs
- Mentale gezondheid van jongeren en studenten